# Совместное потребление
Термин совме́стное потребле́ние (англ. collaborative consumption, также ше́ринг — англ. sharing) используется для описания экономической модели, основанной на коллективном использовании товаров и услуг, бартере и аренде вместо владения. Совместное потребление основано на идее, что удобнее платить за временный доступ к продукту, чем владеть этим продуктом.
Торговые площадки, основанные на модели совместного потребления, позволяют обмениваться навыками, вещами, услугами и деньгами.
От крупных торговых площадок, таких как eBay и Craigslist, к менее распространённым, таким как системы для обмена путешествиями, обмена вещами, фудшеринг и каршеринг-сети, совместное потребление переосмысливает не только то, что люди приобретают, но и то, как они это получают.
Совместное потребление тесно связано с развитием современной одноранговой экономики, в рамках которой возникают горизонтальные сети производства и обмена экономических продуктов, а участники экономической деятельности взаимодействуют друг с другом напрямую без посредников. Совместное потребление позволяет максимизировать эффективность использования ресурсов и является формой общественной кооперации.

## Происхождение
Концепция совместного потребления была создана Рэйчел Ботсман и Ру Роджерс, соавторами книги «What’s Mine Is Yours: The Rise of Collaborative Consumption». 
В июне 2010 года ТВ-программа Big Ideas показала выступление Ботсман на конференции TED 2010 года, рассказывающее о новой социо-экономической модели, которая должна революционировать наше потребление товаров и услуг.
В том же году журнал TIME назвал совместное потребление одной из десяти идей, которые изменят мир.

## Концепция
Концепция вторичного использования и общего использования не нова. Десятилетиями многие общественные и частные организации использовали вариант совместного использования: библиотеки, секонд-хенд-магазины, каршеринг, велошеринг.
В последнее время получила развитие идея аренды товаров у других людей (а не только организаций), в особенности у проживающих по соседству. Вместо аренды у организаций появляются площадки для обмена между людьми напрямую.
Благодаря модели совместного потребления возникает возможность существенного увеличения коэффициента полезного использования вещей. Например, в многочисленных каршеринговых и карпулинговых проектах между собственниками/перевозчиками и арендаторами/пассажирами автотранспорта возникают прямые экономические отношения по поводу персонального (поездки) или коммерческого (перевозка грузов) использования автомобилей. Эти отношения позволяют добиться существенного экономического эффекта: уменьшается время простоя и повышается общая полезность службы автомобилей. В результате развивается оптимизация использования технических средств передвижения и «коллективизация» мобильности. Практика совместного потребления во многих случаях оказывается более эффективной формой экономической организации, чем индивидуальное владение и использование вещей.

## Рынок перераспределения
Система совместного потребления основана на товарах, бывших в употреблении, которые передаются (временно или навсегда) от одного человека, которому они больше не нужны, к другому, которому они требуются.

## Секторы экономики
Идея совместного потребления получает развитие во многих секторах экономики. Например, транспорт (машины — каршеринг, велосипеды), одежда, платья, питание, жильё, коворкинг-офисы аксессуары для дома, деньги (система социального кредита, социальный кредит, виртуальные валюты, банки времени), путешествия, помещения (хранение, паркинг). На площадках обмена вещами в аренду сдают даже животных, букеты цветов и тесты на беременность.
По данным Российской ассоциации электронных коммуникаций и ТИАР-Центра, совокупный объём основных отраслей совместного потребления в России по итогам 2018 года приближается к цифре 511 миллиардов рублей. Основной вклад в этот объём вносят C2C-продажи (около 370 миллиардов), онлайн-биржи фрилансеров (около 98 миллиардов), сервисы совместных поездок (карпулинг) и каршеринг (совокупно около 27 миллиардов), а также краткосрочная аренда жилья (около 10 миллиардов рублей). По сравнению с 2017 годом рынок в целом вырос на 30 %.

## Критика
Бизнес, основанный на модели совместного потребления, критикуют за игнорирование противоречий между самодостаточными малыми транзакциями и транснациональными корпорациями, которые ими управляют, нарушение трудовых прав, обход государственного регулирования и уклонение от налогов.